# 拿山镇
拿山乡，是中华人民共和国江西省吉安市井冈山市下辖的一个乡镇级行政单位，位于井冈山市东北部。井冈山火车站即位于拿山乡境内。

## 行政区划
拿山乡下辖以下地区：
小通村、拿山村、胜利村、南岸村、北岸村、江边村、沟边村、贵溪村、茶坪村和长路村。

## 交通
- 吉衡铁路：井冈山站

## 中国传统村落
2013年8月，长路村长塘组被评为第二批中国传统村落。